# علم الهرم
يشير علم الهرم إلى العديد من التكهنات الدينية أو العلمية الزائفة المتعلقة بالأهرامات، وغالبًا ما يكون مجمع أهرامات الجيزة والهرم الأكبر بالجيزة في مصر. يهتم بعض «علماء الأهرام» أيضًا بالتركيبات الأثرية لأمريكا ما قبل كولومبوس (مثل تيوتيهواكان، وحضارة المايا في أمريكا الوسطى، والإنكا في جبال الأنديز في أمريكا الجنوبية)، ومعابد جنوب شرق آسيا.

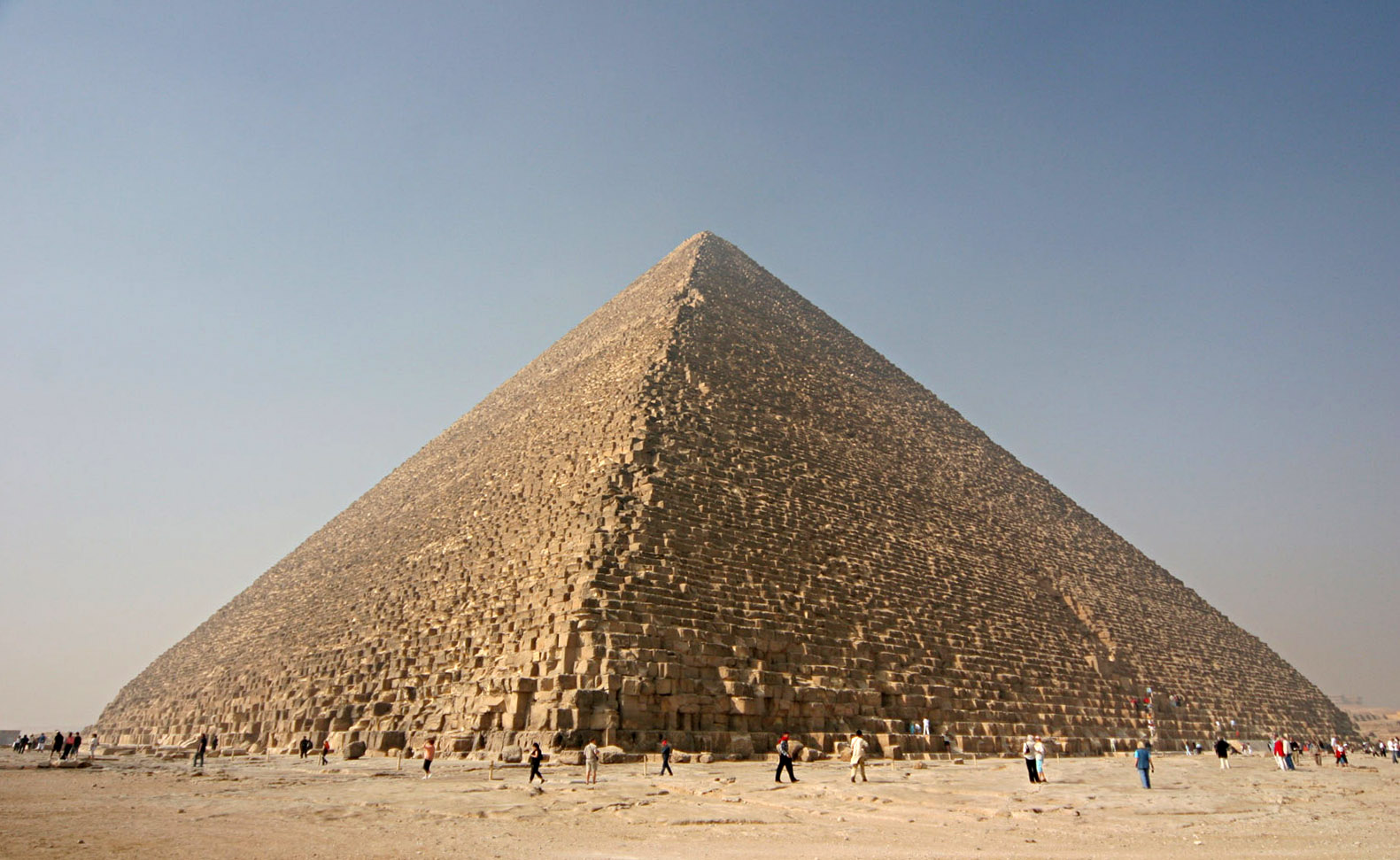
الهرم الأكبر بالجيزة

يدعي بعض علماء الأهرامات أن الهرم الأكبر في الجيزة قد شفر بداخله تنبؤات عن خروج النبي موسى عليه السلام من مصر، صلب المسيح،  بداية الحرب العالمية الأولى، تأسيس إسرائيل الحديثة عام 1948، والأحداث المستقبلية بما في ذلك بداية هرمجدون؛ تم اكتشاف ذلك باستخدام ما يسمونه «بوصات الهرم» لحساب مرور الوقت حيث يساوي البوصة البريطانية الواحدة سنة شمسية واحدة.
بلغ علم الهرم ذروته في أوائل الثمانينيات. تجدد الاهتمام عندما أرسل رودولف جانتنبرينك في عامي 1992 و 1993 عربة روبوت مصغرة يتم التحكم فيها عن بعد، تُعرف باسم أوبأوت، فوق أحد «مهاوي الهواء» في غرفة الملكة بالهرم الأكبر بالجيزة. اكتشف Upuaut العمود مغلقًا بواسطة كتلة حجرية مع خطافات نحاسية متحللة متصلة بالخارج. في عام 1994، نشر روبرت بوفال كتاب لغز الجبار، في محاولة لإثبات أن الأهرامات على هضبة الجيزة قد بنيت لتقليد النجوم في حزام كوكبة الجبار، وهو ادعاء أصبح يعرف باسم نظرية ارتباط الجبار.

## أنواع علم الهرم
تتضمن الأنواع الرئيسية للحسابات الهرمية جانبًا واحدًا أو أكثر والتي تشمل:
- المترولوجية: نظريات تتعلق ببناء الهرم الأكبر بالجيزة بقياسات هندسية افتراضية
- العدد: النظريات القائلة بأن قياسات الهرم الأكبر وممراته لها دلالة باطنية، وأن قياساتها الهندسية تحتوي على بعض الرسائل المشفرة. هذا الشكل من علم الأهرام شائع في علم الهرم المسيحي (على سبيل المثال، إسرائيل البريطانية وطلاب الكتاب المقدس).
- «طاقة الهرم»: ادعاءات نشأت في أواخر الستينيات بأن الأهرامات كأشكال هندسية تمتلك طاقة خارقة للطبيعة.
- علم الآثار الزائف: نظريات متباينة تنفي بناء الأهرامات لتكون بمثابة مقابر للملوك المصريين؛ تفسيرات بديلة تتعلق ببناء الأهرامات (على سبيل المثال استخدام المعرفة المفقودة منذ فترة طويلة؛ تكنولوجيا مقاومة الجاذبية، إلخ...)؛ والافتراضات التي تم بناؤها من قبل شخص آخر غير المصريين القدماء (مثل العبرانيين الأوائل أو الأطلنطيين أو حتى من خارج الأرض)

## التاريخ

### المترولوجية
يعود تاريخ الهرم المترولوجي إلى القرن السابع عشر. قام جون جريفز، عالم الرياضيات والفلك والآثار الإنجليزي، بأخذ قياسات دقيقة للهرم الأكبر في الجيزة باستخدام أفضل الأدوات الرياضية في ذلك الوقت. نُشرت بياناته في بيراميدوغرافيا (1646) التي تنظّر أن ذراعًا هندسيًا استخدمها بناة الهرم الأكبر (انظر: الذراع الملكية المصرية). بينما كانت قياسات جريف موضوعية، أسيء علماء الأعداد استخدام بياناته المترولوجية لاحقًا:
قدم ج. جريفز في كتابه بيراميدوغرافيا، 1646، وصفًا موضوعيًا لهذه الهياكل، ولكن باستخدام قياساته، بدأ بعض الفلاسفة في اقتراح قراءة أكثر ذاتية لها: اقترح كيرشر أن لديهم معاني صوفية وخفية؛ العاشر. اعتقد شو أن الهرم الأكبر كان معبدًا لأوزوريس. أنشأ نيوتن مفهوم «الشفرة المقدسة» للإشارة إلى إحدى الأداتين المفترضتين اللتين تم استخدامهما في تشييدها.

### جون تايلور والنسبة الذهبية
في منتصف القرن التاسع عشر، درس فريدريش روبر العديد من الأهرامات المصرية التي ربطها بالنسبة الذهبية. قاد هذا عالم الهرم جون تايلور إلى التنظير في كتابه 1859 الهرم الأكبر: لماذا تم بناؤه ومن بناه؟ أن الهرم الأكبر بالجيزة مرتبط أيضًا بالنسب الذهبية. على الرغم من أن قياسات الهرم الأكبر قد وجدت أنها تقع ضمن هامش الخطأ، فقد فسر العلماء الحديثون الروابط بين مصر القديمة والنسبة الذهبية على أنها مصادفة، حيث لا توجد معرفة أخرى للنسبة الذهبية معروفة منذ ما قبل القرن الخامس قبل الميلاد.
اقترح تايلور أيضًا أن البوصة المستخدمة في بناء الهرم الأكبر كانت 1/25 من «الذراع المقدسة» (التي افترض إسحاق نيوتن وجودها سابقًا). كان تايلور أيضًا أول من ادعى أن الهرم كان مستوحى من الإلهية، واحتوى على وحي، ولم يتم بناؤه من قبل المصريين، ولكن بدلاً من ذلك من قبل العبرانيين، مشيرًا إلى المقاطع الكتابية (إشعياء 19: 19-20؛ أيوب 38: 5-7) لدعم نظرياته. لهذا السبب غالبًا ما يُنسب الفضل إلى تايلور على أنه «مؤسس علم الهرم». لاحظ مارتن غاردنر:
 لم يكن حتى عام 1859 أن ولد علم الهرم. كان هذا هو العام الذي أصدر فيه جون تايلور، وهو شريك غريب الأطوار في شركة نشر في لندن، كتابه «الهرم الأكبر: لماذا تم بناؤه؟» ومن بناه؟ ... لم يزر تايلور الهرم أبدًا، ولكن كلما درس هيكله، أصبح أكثر اقتناعًا بأن مهندسه لم يكن مصريًا، بل إسرائيليًا يتصرف بأوامر إلهية. ربما كان نوح نفسه.
أثر تايلور على عالم الفلك الملكي الاسكتلندي تشارلز بيازي سميث، الجمعية الملكية في إدنبرة، FRAS، الذي أجرى العديد من الحسابات العددية على الهرم ونشرها في كتاب مؤلف من 664 صفحة `` ميراثنا في الهرم الأكبر  (1864) متبوعًا بالحياة، والعمل في العظيم. الهرم (1867). دمج هذين العملين علم الأهرام مع إسرائيل البريطانية وربط سميث أولاً الهرم الافتراضي بوصة بنظام الوحدة الإمبراطورية البريطانية.

### الهرم المسيحي

#### إسرائيلية بريطانية
تم توسيع نظريات سميث لاحقًا من قبل الإسرائيليين البريطانيين في أوائل القرن العشرين مثل الكولونيل غارنييه (الهرم الأكبر: منشئه ونبوءته، 1905)، الذي بدأ في وضع نظرية أن الغرف داخل الهرم الأكبر تحتوي على تواريخ نبوية تتعلق بمستقبل البريطانيين، شعوب كلت، أو الأنجلو ساكسونية. ومع ذلك، نشأت هذه الفكرة مع روبرت مينزيس، وهو مراسل سابق لسميث. كتب ديفيد ديفيدسون مع إتش الدرسميث «الهرم الأكبر، رسالته الإلهية» (1924) وقدم كذلك فكرة أن التسلسل الزمني البريطاني (بما في ذلك الأحداث المستقبلية) قد يكون مفتوحًا من داخل الهرم الأكبر. تم العثور على هذا الموضوع أيضًا في ثلاثية باسل ستيوارت حول نفس الموضوع: شاهد الهرم الأكبر (1927)، الهرم الأكبر، بنائه، الرمزية والتسلسل الزمني (1931) وتاريخ وأهمية الهرم الأكبر... (1935). في الآونة الأخيرة، تم نشر مجموعة من أربعة مجلدات بعنوان علم الهرم من قبل البريطاني الإسرائيلي آدم رذرفورد (صدر بين 1957-1972). كتب المؤلف البريطاني الإسرائيلي إي.ريموند كابت أيضًا هرمًا عظيمًا مفككًا في عام 1971 تلاه دراسة في علم الأهرام في عام 1986.

#### جوزيف أوغسطس سيس
كان جوزيف سيس قسيسًا لوثريًا كان من دعاة علم الهرم. كتب معجزة في الحجر: أو الهرم الأكبر لمصر عام 1877. لاقت أعماله رواجًا لدى المسيحيين الإنجيليين المعاصرين.

#### تشارلز راسيل
في عام 1891، وصل علم الأهرام إلى جمهور عالمي عندما تم دمجه في أعمال تشارلز راسيل، مؤسس حركة طلاب الكتاب المقدس. مع ذلك، شجب راسيل البديل البريطاني الإسرائيلي لعلم الأهرام في مقال بعنوان السؤال الأنجلو-إسرائيلي. واعتمادًا على تسمية جوزيف سيس بأن الهرم الأكبر في الجيزة هو «الكتاب المقدس في حجر»، علم راسيل أنه لعب دورًا خاصًا في خطة الله خلال «الأيام الأخيرة» استنادًا إلى تفسيره لإشعياء 19: 19-20 الذي يقول - «في ذلك يكون اليوم مذبح (كومة من الحجارة) للرب في وسط أرض مصر وعمود على تخمها للرب، ويكون علامة، وكشاهد لرب الجنود في أرض مصر». شقيقان، عالما الآثار جون ومورتون إدغار، بصفتهما شريكين شخصيين لراسل ومؤيدين له، كتبوا أطروحات مستفيضة عن التاريخ والطبيعة والرمزية النبوية للعظيم. الهرم فيما يتعلق بالتاريخ الأثري المعروف آنذاك، جنبًا إلى جنب مع تفسيراتهم للتسلسل الزمني النبوي والتوراتي. اشتهروا بعملهم المكون من مجلدين ممرات وغرف الهرم الأكبر، الذي نُشر في عامي 1910 و 1913.
على الرغم من أن معظم مجموعات طلاب الكتاب المقدس تواصل دعم وتأييد دراسة علم الهرم من منظور كتابي، فإن طلاب الكتاب المقدس المرتبطين بجمعية برج المراقبة، الذين اختاروا «شهود يهوه» كاسم جديد لهم في عام 1931، قد تخلوا تمامًا عن علم الهرم منذ عام 1928.

### طاقة الهرم
ركزت مجموعة أخرى من التكهنات المتعلقة بالأهرامات على احتمال وجود طاقة غير معروفة مركزة في الهياكل الهرمية.
تم نشر طاقة الهرم في أوائل السبعينيات، ولا سيما من قبل مؤلفي العصر الجديد مثل باتريك فلانغن (طاقة الهرم: علم الألفية، 1973)، وماكس توث وجريج نيلسن (طاقة الهرم، 1974) ووارن سميث (القوات السرية للأهرام، 1975). ركزت هذه الأعمال على الطاقات المزعومة للأهرامات بشكل عام، وليس فقط الأهرامات المصرية. على سبيل المثال، أبلغ توث ونيلسن عن تجارب حيث «نبتت البذور المخزنة في نسخ متماثلة للهرم في وقت أقرب ونمت أعلى».

### علم الهرم الحديث
يفسر المؤلف آلان ألفورد الهرم الأكبر بأكمله في سياق الديانة المصرية القديمة. يتخذ ألفورد كنقطة انطلاق له القاعدة الذهبية التي تقضي بضرورة دفن ملك مصر القديمة في الأرض، أي على مستوى الأرض أو ما دونها، وهذا يقوده إلى استنتاج أن خوفو قد دفن في كهف مخفي ببراعة تم إغلاق مدخله اليوم في ما يسمى بئر بئر مجاور لكهف معروف يسمى الكهف. وقد ضغط على السلطات المصرية لاستكشاف هذه المنطقة من الهرم باستخدام رادار اختراق الأرض.
قدمت نظرية عبادة الخلق أيضًا الأساس لفكرة ألفورد التالية: أن التابوت الحجري في غرفة الملك - من المفترض عمومًا أن يكون مكان دفن خوفو الأخير - قد كرس بالفعل نيازك حديدية. ويؤكد، بالإشارة إلى نصوص الأهرام، أن هذا الحديد قد انفجر في السماء وقت الخلق، وفقًا لطريقة تفكير المصريين المتمركزة حول الأرض. يقول ألفورد إن غرفة الملك، مع «أعمدة الهواء» المزدوجة المائلة لأعلى، تم بناؤها لالتقاط سحر هذه اللحظة الأسطورية.
الفكرة الأكثر تخمينًا لـ ألفورد هي أن غرفة الملك أنتج صوتًا منخفض التردد عبر «أعمدة الهواء»، والغرض من ذلك هو إعادة تفعيل صوت انقسام الأرض في وقت الإنشاء.

#### الهند
استخدمت المنظمات الروحية المختلفة في الهند الأهرامات كوسيلة لتعزيز نظريات قوتها. تم نشر العديد من الأوراق في مجلة علمية هندية تسمى المجلة الهندية للمعرفة التقليدية من قبل مجلس البحث العلمي والصناعي.

## علم الآثار الزائف
لخص لويس سبينس في كتابه موسوعة السحر والتنجيم (1920) أقدم الادعاءات الأثرية الزائفة عن الأهرامات المصرية القديمة على النحو التالي:
 ... في ثمانينيات القرن التاسع عشر، اقترح إغناتيوس دونيلي أن أحفاد الأطلنطيين قد شيدوا الهرم الأكبر. تم التقاط هذه الفكرة في عشرينيات القرن الماضي من قبل مانلي بالمر هول الذي ذهب ليقترح أنها كانت محور مدارس الحكمة المصرية القديمة. قام إدغار كايس ببناء تكهنات هول. 
ادعى إغناطيوس إل. دونيلي ومؤيدو وجهة نظر فرط الانتشار للتاريخ أن جميع الهياكل الهرمية في جميع أنحاء العالم لها أصل مشترك. ادعى دونيلي أن هذا الأصل المشترك كان في أتلانتس، بينما ادعى غرافتون أليوت سميث مصر، حيث كتب: «مجموعات صغيرة من الناس، تتحرك بشكل رئيسي عن طريق البحر، استقرت في أماكن معينة، وكان هناك تقليد فظ للآثار المصرية في عصر الهرم.»

### رواد الفضاء القدماء
يدعي العديد من مؤيدي رواد الفضاء القدماء أن هرم الجيزة الأكبر قد شيد من قبل كائنات خارج كوكب الأرض، أو تأثروا بها (على سبيل المثال، من خلال تقنيتهم المتقدمة). من بين المؤيدين إريك فون دانكن وروبرت شارو ودبليو ريموند دريك وزكريا سيتشين. وفقًا لإريش فون دانكن، فإن للهرم الأكبر خصائص عددية متطورة لم يكن من الممكن أن يعرفها المصريون القدماء، ومن ثم لا بد أنها انتقلت من قبل كائنات فضائية: «... ارتفاع هرم خوفو، مضروبًا في ألف مليون - 98.000.000 ميل - تقابل تقريبًا المسافة بين الأرض والشمس».

### نظرية ارتباط الجبار

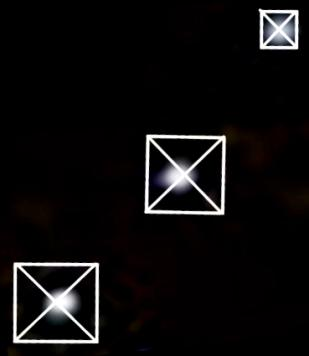
تمثيل العقيدة المركزية لنظرية ارتباط الجبار - مخطط أهرامات الجيزة متراكب فوق صورة للنجوم في حزام كوكبة الجبار.

اقترح كل من روبرت بوفال وغراهام هانكوك (1996) أن «الخطة الأرضية» للأهرامات المصرية الرئيسية الثلاثة قد تم وضعها فعليًا في حوالي عام 10500 قبل الميلاد، إلا أن الأهرامات شُيدت حوالي 2500 قبل الميلاد. استندت هذه النظرية إلى ادعاءاتهم الأولية فيما يتعلق بمحاذاة أهرامات الجيزة مع كوكبة الجبار والتي انضمت لاحقًا إلى التكهنات حول عمر أبو الهول العظيم.

### التكنلوجيا المتطورة
ترتبط نظرية رواد الفضاء القديمة الزائفة ونظرية ارتباط الجبار بادعاءات ذات صلة بأن الهرم الأكبر قد تم بناؤه باستخدام تكنولوجيا متطورة مفقودة. غالبًا ما يربط مؤيدو هذه النظرية هذه التكنولوجيا الافتراضية المتقدمة بالكائنات الفضائية ولكن أيضًا الأطلنطيين والليموريين أو السلالة الأسطورية المفقودة. من بين المؤيدين البارزين كريستوفر دن وديفيد هاتشر تشايلدريس. قام غراهام هانكوك، في كتابه بصمات الآلهة، بتعيين «خطة الأرض» للأهرامات المصرية الرئيسية الثلاثة، في نظريته عن حضارة سلف متقدمة تمتلك تكنولوجيا متقدمة.

### نظرية عمود الماء

وفقًا لفرضية عمود الماء، يتم ربط العوامات بكتلة حجرية. يتم فتح البوابة الأولى ويتم تعويم الكتلة في العمود. يتم إغلاق البوابة الأولى، ثم يتم فتح البوابة الثانية، مما يسمح للكتلة بالطفو إلى أعلى العمود. أخيرًا، تم إغلاق البوابة الثانية وفتح البوابة الثالثة، مما يسمح للعمال بإخراج الكتلة من العمود.

في عام 2013، اكتشف علماء الآثار مجموعة من البرديات كتبها أفراد شاركوا في بناء الهرم الأكبر. من بين البرديات كانت يوميات ميرير، التي كتبها مسؤول متوسط المستوى مكلف بنقل الكتل من المحجر إلى موقع البناء. تصف اليوميات، التي أطلق عليها «أعظم اكتشاف في مصر في القرن الحادي والعشرين»، نظام القنوات والممرات المائية المستخدمة لنقل الكتل.
تتكهن نظرية عمود الماء بأن التكنولوجيا الشبيهة بالقناة ربما تم استخدامها ليس فقط لنقل الكتل إلى الموقع، ولكن أيضًا لرفع الكتل إلى قمة الهرم أيضًا. بموجب هذا السيناريو، سيتم ربط العوامات بكتلة وسيتم تعويم الكتلة في قاع عمود مملوء بالماء. ستسمح سلسلة من الأقفال بعد ذلك برفع الكتلة فوق عمود الماء المختوم إلى أعلى الهرم.

## نقد
في عام 1880، ذهب عالم المصريات الشهير فليندرز بيتري إلى مصر لإجراء قياسات جديدة للهرم الأكبر، وكتب أنه وجد أن الهرم أصغر بعدة أقدام مما كان يعتقد سابقًا جون تايلور وتشارلز بيازي سميث. لذلك ادعى فليندرز أن شبر الهرم الافتراضي لعلماء الأهرام لا أساس له من الصحة، ونشر نتائجه في «أهرامات ومعابد الجيزة» (1883)، حيث كتب: «لا يوجد مثال حقيقي، سوف يتحمل الفحص، استخدام أو وجود أي مقياس مثل» بوصة الهرم«أو ذراع 25.025 بوصة بريطانية». استجاب مؤيدو البوصة الهرمية، وخاصة الإسرائيليين البريطانيين، لاكتشافات بيتري وادعوا أنهم وجدوا عيوبًا فيها. رفض بيتري الرد على هذه الانتقادات، مدعيا أنه دحض بوصة الهرم وقارن المؤيدين المتصلين بـ «المؤمنين بالأرض المسطحة»:
 [...] لا جدوى من ذكر الحقيقة الحقيقية للأمر، حيث لا تؤثر على من يتعرضون لهذا النوع من الهلوسة. يمكن تركهم مع المؤمنين بالأرض المسطحة وغيرهم من الأشخاص الذين تعتبر النظرية بالنسبة لهم أغلى من الحقيقة. 
في عام 1930، صرح عالما المصريات البلجيكيان جان كابارت ومارسيل وربروك أنه "بمساعدة علماء الرياضيات - وغالبًا ما يختلطون بهم - ابتكر الصوفيون ما يمكن تسميته بـ" دين الأهرامات ". بعد ست سنوات، اشتكى أدولف إيرمان من حقيقة أن بعض النظريات لا تزال تُقترح، على الرغم من أن قرنًا من البحث كان سيكشف زيفها منذ فترة طويلة.
في 24 يناير 1937، اختار جوستاف جيكير فضح انتقاداته لافتراضات علم الهرم على إحدى وسائل الإعلام، جريدة جازيت دو لوزان، متأسفًا على أن «هذه التخمينات لم تكن تستحق الصدى الذي حظيت به» وتحذير الجمهور من «النبوءات التي حدثت من خلال الحجج المقنعة في صورة العلم، عندما تكون أسس هذه الاستدلالات، مقنعة بذكاء، ليست سوى أخبار غير دقيقة أو فرضيات بسيطة وأن الحجة بأكملها من الواضح أنها مغرضة».
يقال إن مصطلح «بيراميديوت» صاغه ليونارد كوتريل، الذي تضمن كتابه «جبال فرعون» الصادر عام 1956 فصلاً بعنوان «الهرم الأكبر» حول نظريات بيازي سميث.
في عام 1964، ذكرت باربرا ميرتس، التي تعكس آراء المؤسسة العلمية، مصطلحًا آخر لعلماء الأهرام:
 حتى في العصر الحديث عندما يعتقد المرء أنه يجب أن يعرف بشكل أفضل، فقد أثبت هرم الجيزة الأكبر أنه حقلاً خصبًا للخيال. الناس الذين لا يعرفون أفضل هم متصوفة الهرم، الذين يعتقدون أن الهرم الأكبر هو نبوءة عملاقة في الحجر، بناها مجموعة من أتباع القدامى في السحر. يشير علماء المصريات أحيانًا بشكل غير جاد إلى هذه المجموعة باسم «الأهرامات»، لكن المدرسة استمرت في الازدهار على الرغم من الحروم العلمية. 
نظمت جمعية تورنتو للبحوث النفسية فريقًا بحثيًا يتكون من ألان ألتر (بكالوريوس في العلوم) وديل سيمونز (Dip. Engr. Tech) لاستكشاف الادعاءات الواردة في أدبيات طاقة الهرم بأن الأهرامات يمكنها الحفاظ على المادة العضوية بشكل أفضل. أظهرت الاختبارات المكثفة أن الحاويات الهرمية «ليست أكثر فاعلية من تلك ذات الأشكال الأخرى في حفظ وتجفيف المواد العضوية».
أجرى عالم المصريات والمهندس المعماري الفرنسي جان فيليب لوير تحليلًا علميًا لادعاءات العديد من علماء الأهرام من خلال إعادة بناء منطقهم خطوة بخطوة وإعادة حساباتهم الرياضية. في عام 1974، خلص إلى أن هذه البديهيات، على الرغم من كونها رائعة وصنعها الناس بحسن نية، لا تهتم كثيرًا باحتياجات علم الآثار، إن لم يكن لأي علم آخر على الإطلاق.